# Туницька Юліанна Ігорівна
Юліанна Ігорівна Туницька (нар. 7 серпня 2003) — українська саночниця, учасниця зимових Олімпійських ігор 2022 року.

## Виступи на Олімпійських іграх

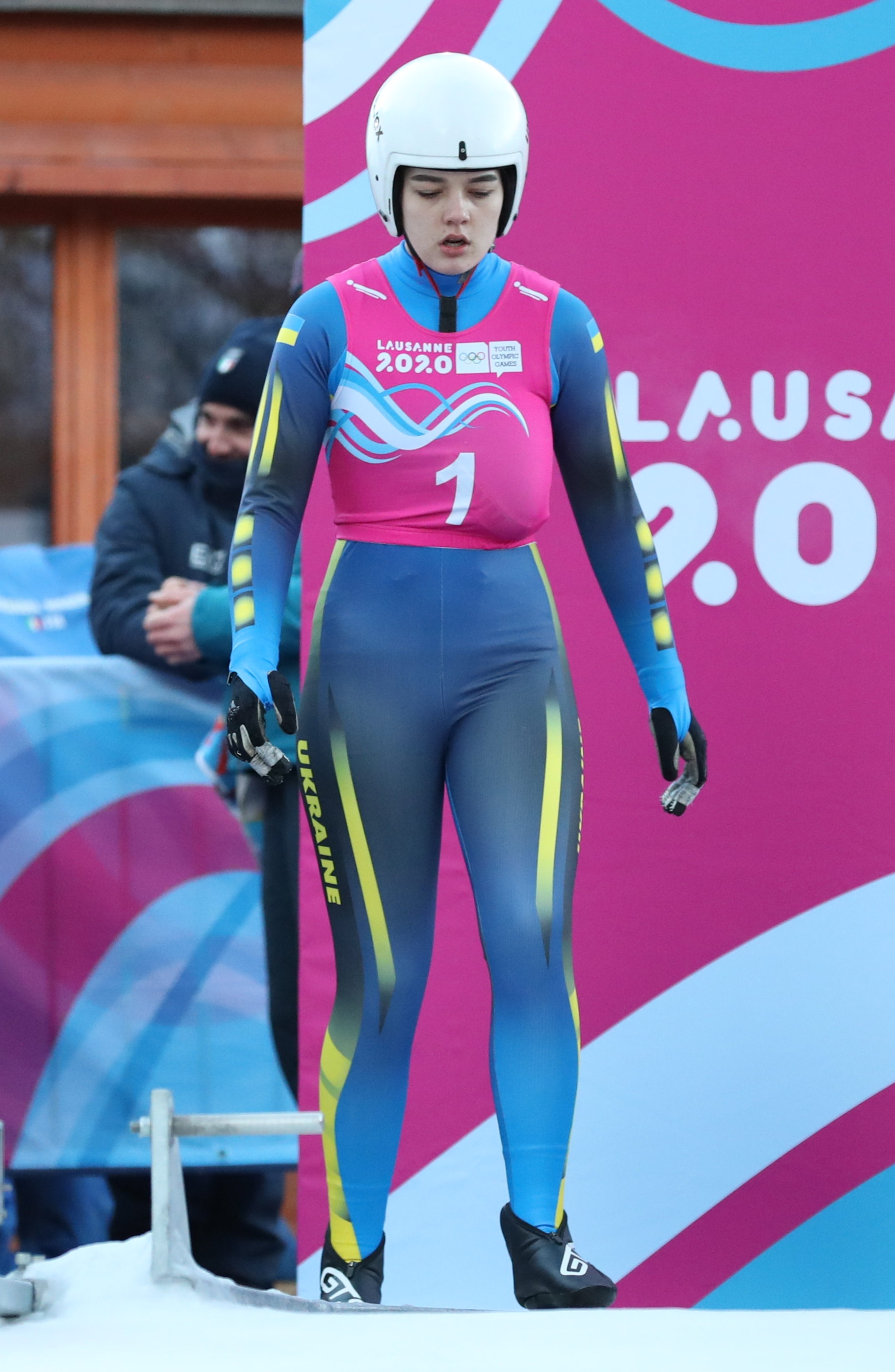
Юліанна Туницька на юнацьких Олімпійських іграх 2020 року

| Рік                      | Місце проведення         | Одномісні сани           | Естафета                 |
| Юнацькі Олімпійські ігри | Юнацькі Олімпійські ігри | Юнацькі Олімпійські ігри | Юнацькі Олімпійські ігри |
| ------------------------ | ------------------------ | ------------------------ | ------------------------ |
| 2020                     | Лозанна, Швейцарія       | 5                        | —                        |
| Олімпійські ігри         |                          |                          |                          |
| 2022                     | Пекін, Китай             | 21                       | 11                       |

## Виступи на чемпіонатах світу
| Рік                           | Місце проведення              | Одномісні сани                | Естафета                      | Спринт                        |
| Чемпіонат світу серед юніорів | Чемпіонат світу серед юніорів | Чемпіонат світу серед юніорів | Чемпіонат світу серед юніорів | Чемпіонат світу серед юніорів |
| ----------------------------- | ----------------------------- | ----------------------------- | ----------------------------- | ----------------------------- |
| 2023                          | Блуденц, Австрія              | 1                             | 2                             |                               |
| Чемпіонат світу серед молоді  |                               |                               |                               |                               |
| 2021                          | Кенігзее, Німеччина           | 14                            |                               |                               |
| Чемпіонат світу               |                               |                               |                               |                               |
| 2021                          | Кенігзее, Німеччина           | 30                            |                               | 41                            |
| 2023                          | Обергоф, Німеччина            | 21                            | 8                             | 21                            |

## Виступи на чемпіонатах Європи
| Рік                            | Місце проведення               | Одномісні сани                 |
| Чемпіонат Європи серед юніорів | Чемпіонат Європи серед юніорів | Чемпіонат Європи серед юніорів |
| ------------------------------ | ------------------------------ | ------------------------------ |
| 2022                           | Блуденц, Австрія               | 4                              |
| Чемпіонат Європи               |                                |                                |
| 2021                           | Сігулда, Латвія                | 12                             |
| 2022                           | Санкт-Моріц, Швейцарія         | 22                             |

## Кубок світу
| Сезон   | Місце | 1      | 2   | 3   | 4      | 5   | 6      | 7      | 8      | 9      |
| ------- | ----- | ------ | --- | --- | ------ | --- | ------ | ------ | ------ | ------ |
| 2020–21 | 37    | ІНС    | АЛТ | ОБР | ВІН    | КЕН | СІГ 15 | ОБР 21 | ІНС 28 | СМР    |
| 2021–22 |       | ЯНЦ 24 | СОЧ | СОЧ | АЛТ 26 | ІНС | ВІН    | СІГ 24 | ОБР    | СМР 26 |

## Кубок націй
| Сезон   | Місце | 1      | 2      | 3      | 4      | 5      | 6      | 7      | 8      | 9      |
| ------- | ----- | ------ | ------ | ------ | ------ | ------ | ------ | ------ | ------ | ------ |
| 2020–21 | 28    | ІНС    | АЛТ    | ОБР    | ВІН    | КЕН    | СІГ 6  | ОБР 15 | ІНС 17 | СМР 7  |
| 2021–22 |       | ЯНЦ 17 | СОЧ 29 | СОЧ 21 | АЛТ 16 | ІНС 24 | ВІН 29 | СІГ 13 | ОБР    | СМР 15 |